# Ruy Blas

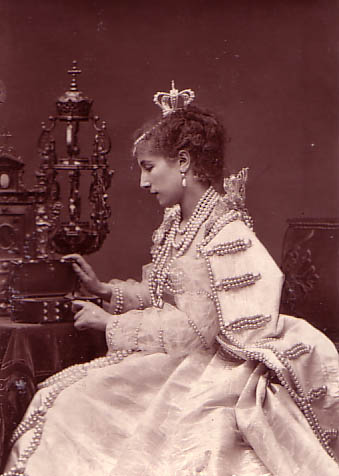
Sarah Bernhardt 1879-ben a királyné szerepében

A Ruy Blas (magyaros kiejtése: „rüi blasz”) Victor Hugo tragédiája. A Théâtre de la Renaissance (Paris) mutatta be 1838. november 8-án. Ezzel a darabbal nyitották meg a színházat. Noha Hugo legjobb drámájának tartják, a darab kezdetben csak mérsékelt sikert aratott.
A művet Magyarországon a Királyasszony lovagja címmel szokták előadni.

## Cselekmény
Ruy Blas-nak Don Salluste parancsára a spanyol királyi udvarban el kellene csábítania a királynőt. Viszont a királynő és Ruy Blas, a lakáj, egymásba szeretnek. A palotában a falnak is füle van; minden lépésüket figyelik. A hatalomvágytól az emberek elveszítik a fejüket. Don Salluste – a vezető titkosrendőr – végtelenül ragaszkodik hozzá, ellenben a szabadgondolkodó Don César inkább elmenekül az udvarból. Ruy Blas Don Salluste bosszújának puszta eszköze lesz a szerelem miatt. Magas rangra emelkedik, de a történet csúcspontján mindenről lemond, az életéről is, hogy megmentse szerelmét a szégyentől.

## Szereplők
- Ruy Blas
- Don Salluste de Bazan, Marquis of Finlas
- Don César de Bazan, Count Of Garofa
- Don Guritan
- Count of Camporeal
- Marquis of Santa-Cruz
- Marquis of Basto
- Count of Albe
- Marquis of Priego
- Don Manuel Arias
- Montazgo
- Don Antonio Ubilla
- Covadenga
- Gudiel
- Doña Maria de Neubourg, Queen of Spain
- The Duchess of Albuquerque
- Casilda

## Filmfeldolgozások
- 1909: r.: James Stuart Blackton
- 1914: r.: Lucius Henderson
- 1972: r.: Raymond Rouleau (tévéfilm)
- 1948: fk.: Jean Cocteau, fsz.: Jean Marais
- 2002: r.: Jacques Weber, fsz.: Carole Bouquet, Gérard Depardieu, Jacques Weber (tévéfilm)

## Zene
- Felix Mendelssohn Bartholdy: Ruy Blas, Overture; Op.95

## Szöveg
- Ruy Blass a Magyar Elektronikus Könyvtárban